# 瀬川

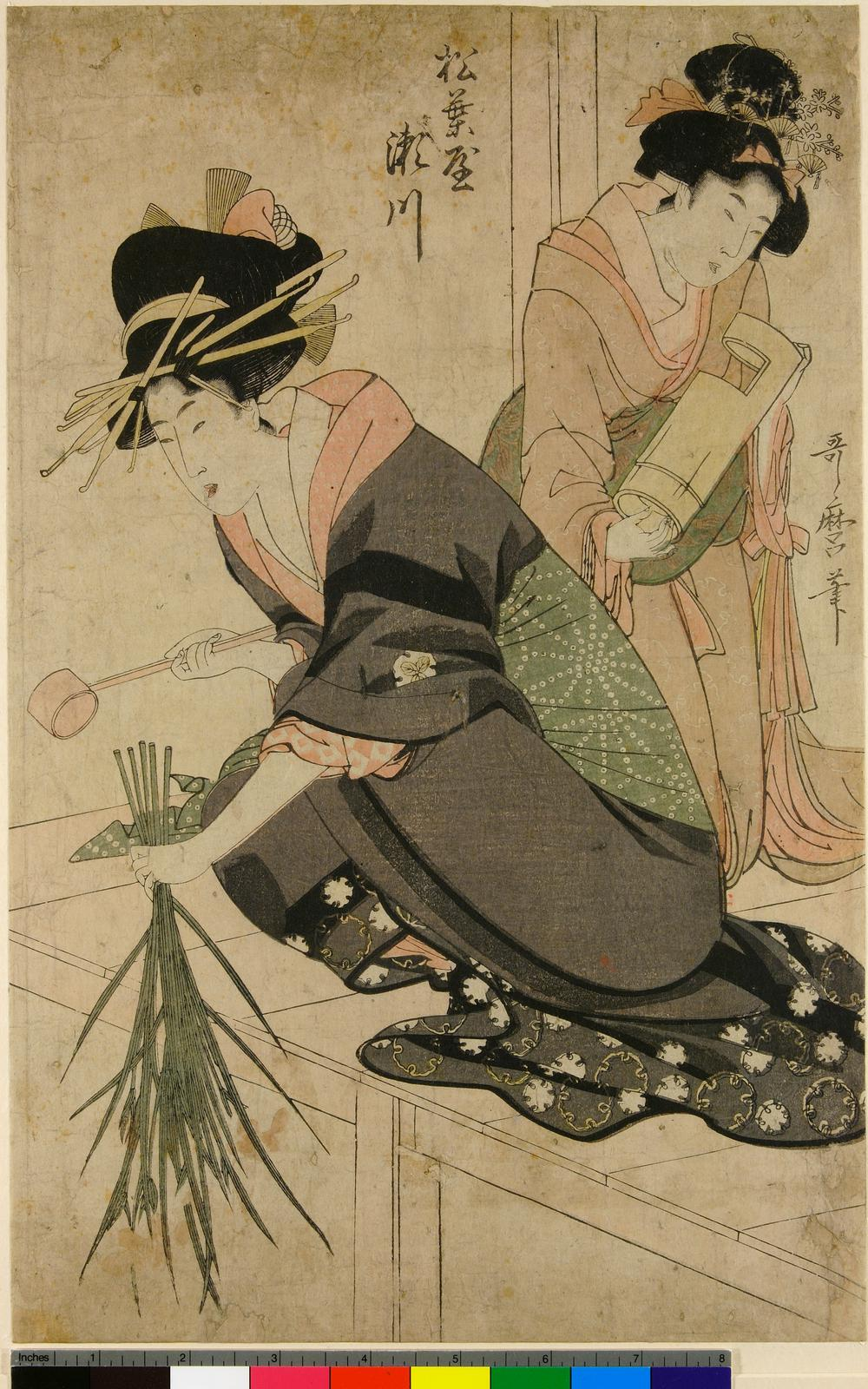
松葉屋瀬川（画・喜多川歌麿）

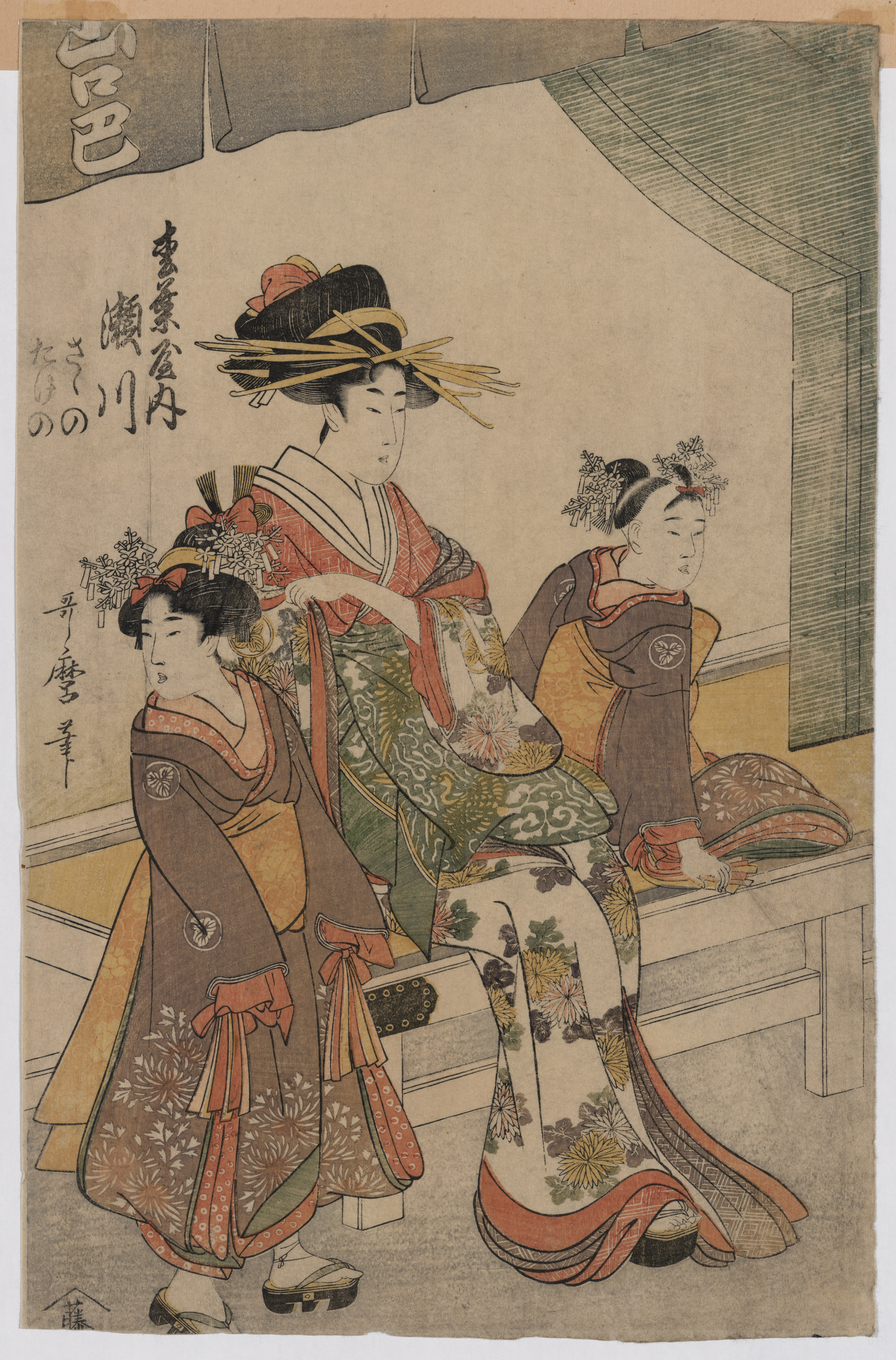
松葉屋内瀬川（画・喜多川歌麿）

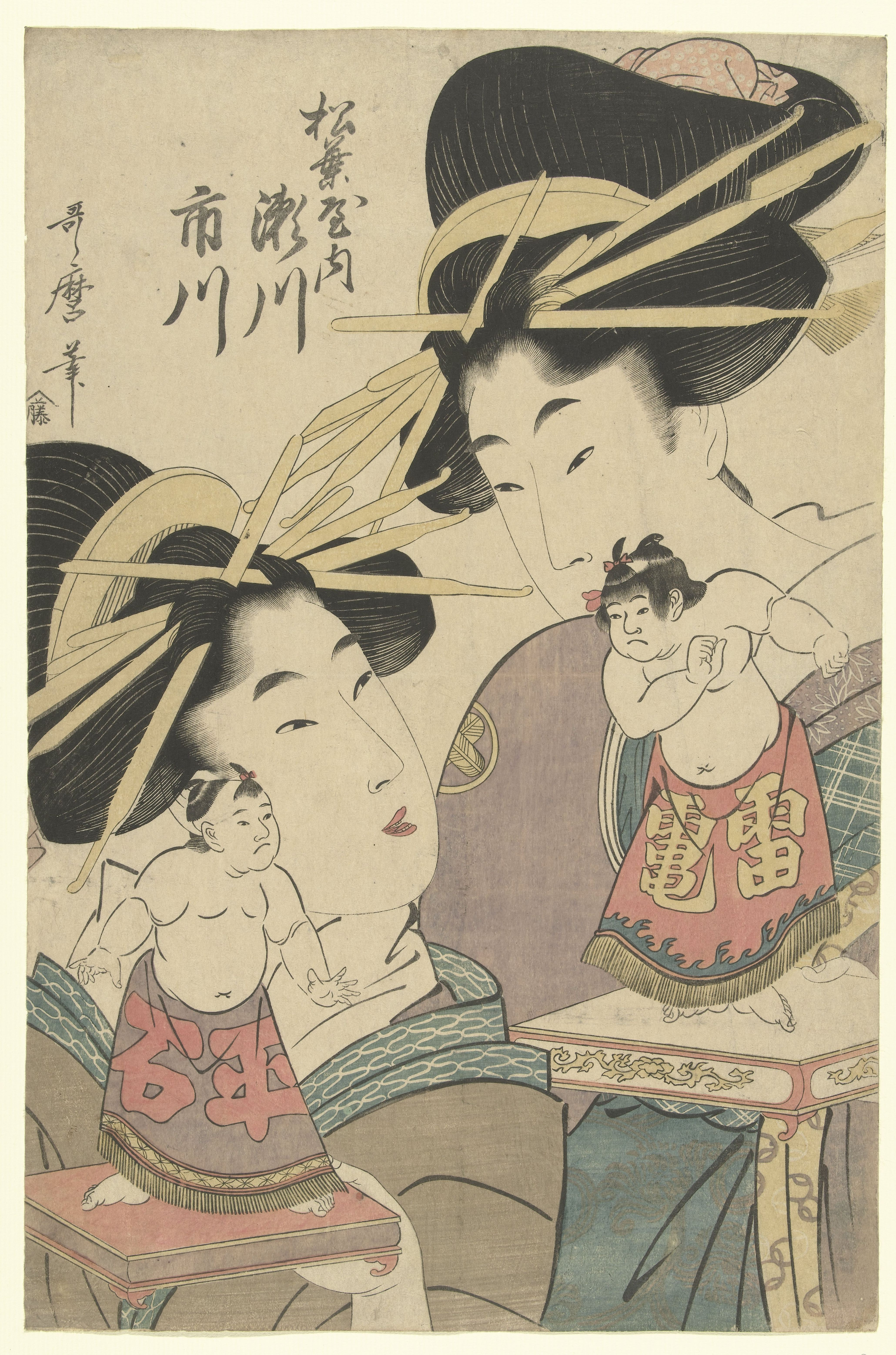
松葉屋内瀬川・市川（画・喜多川歌麿）

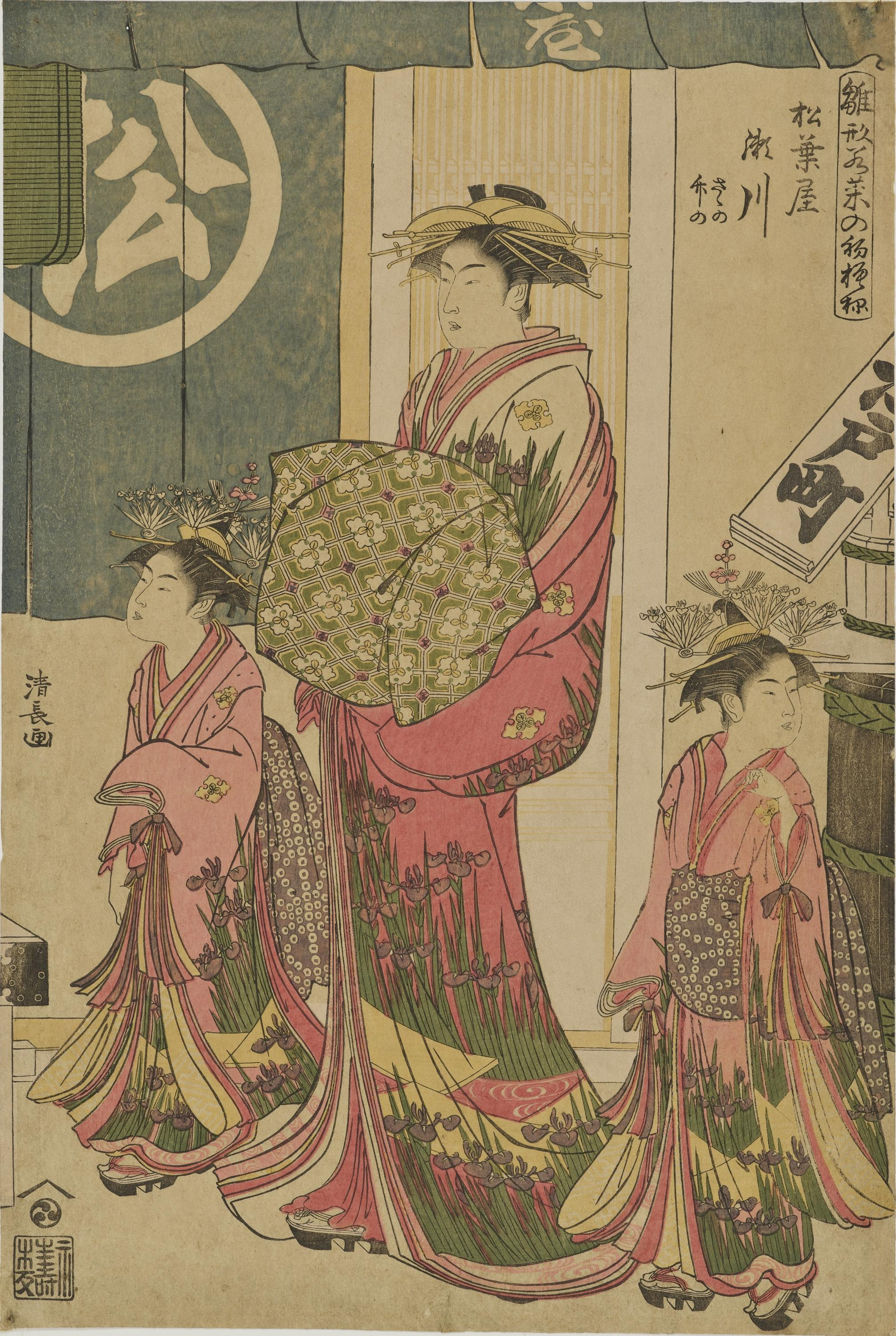
松葉屋瀬川・さゝの・竹の（鳥居清長『雛形若菜の初模様』）

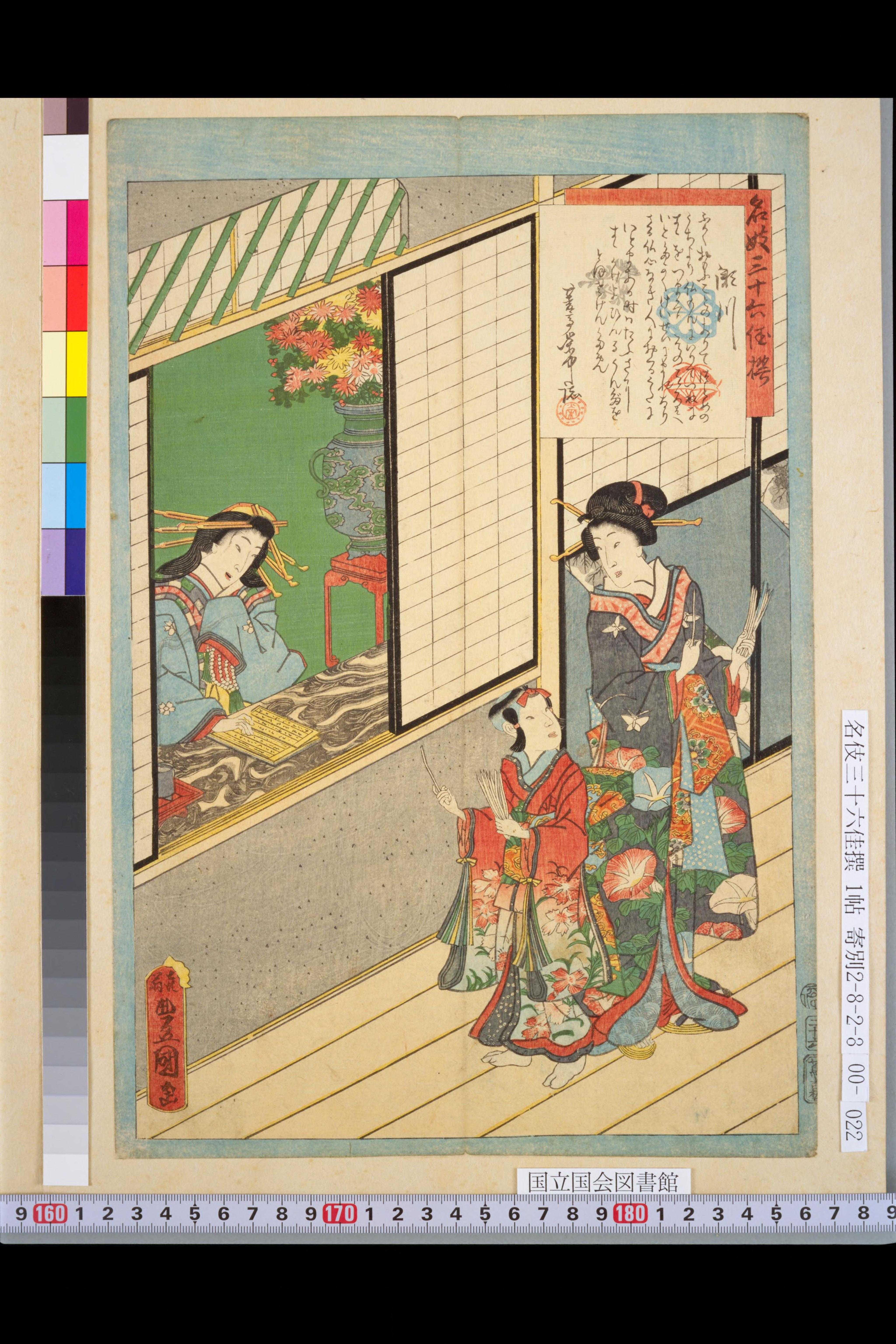
瀬川（歌川豊国『名伎三十六佳撰』）

瀬川（せがわ）は、江戸時代中期から後期、新吉原江戸町一丁目・松葉屋半右衛門かたの遊女。同名者は、享保から享和まで少なくとも9人いた。
特に亡夫の敵を討ったという仇討瀬川、下総国（千葉県）の農民の出ながら才女として知られた江市屋瀬川、鳥山検校に身請された鳥山瀬川の3名は創作の題材となり著名。3名の代数については後述。
ある代の松葉屋半右衛門は、瀬川を名乗った4人の遊女をそれぞれ1,000両で身請したので大いに財をなしたという逸話が伝わる。

## 仇討瀬川
『大岡政談』などによって知られるが、三田村鳶魚は後述の理由により実在を疑問視している。
瀬川の仇討ちに言及した最古の資料は、『翁草』巻55である。
瀬川の本名はたかといい、大和国大森右膳（通仙）の娘として生まれた。しかし町奉行与力の若党・源八という者がたかに横恋慕し、通仙の屋敷の前に殺した鹿の死骸を置いたことで通仙は牢に入れられ、大和にいられなくなってしまった。大森通仙は京都に移り山脇通仙を名乗ったがそこでも苦難に遭い大阪で没した。たかは大坂城代・内藤豊前守の家臣・小野田久之進という者に嫁いだが、久之進は用金450両を運ぶ途中、享保3年（1718年）に江尻宿で盗賊に殺害されてしまった。たかは老母を養うため松葉屋の遊女となり、先代が大伝馬町の何某に請け出されて以来暫くその名が絶えていた瀬川の名を襲名した。享保7年（1722年）4月、偶然にも夫の敵である盗賊が客として松葉屋に現れたが、それは源八であった。瀬川は源八が携えていた夫の脇差で肩を刺し、公儀の裁きによって源八一味は晒し首となった。町奉行中山出雲守は、瀬川の働きと松葉屋の盗賊を止宿させた罪によって瀬川の今後の遊女奉公を免除することとし、盗賊が持っていた200両は内藤豊前守が届け出ていなかったため没収し、瀬川とその老母の扶養に充てるよう命じた。瀬川は幡随院の弟子となって出家し、自貞尼を名乗った。
仇討瀬川について考証した文献には加藤雀庵『さへづり草』がある。加藤は享保7年正月の細見記に瀬川の名が見えないことから、享保13年（1728年）7月の細見に名のある瀬川が翌14年に仇討ちを行った2代目であり、大伝馬町の何某に身請けされた初代は享保7年よりも前に出廓したものと推定した。これに対し三田村鳶魚は、内藤弌信が大坂城代だったのは享保3年までであるからその時点で既婚のたかが享保14年まで太夫を勤めるには年齢の点から考えにくいと指摘、さらに中山時春が町奉行であったのは享保8年6月までであることや、享保7年には瀬川の存在が確認できないという史料相互の矛盾から瀬川の復讐譚は創作であると結論づけた。

## 歴代

### 初代
享保13年（1728年）7月の細見に名のある者。前述のように加藤雀庵の考証に従うと彼女は2代目の仇討瀬川となるが、後述する7代目の代数とは合わなくなる。

### 2代
享保17年（1732年）の新吉原絵図、翌18年（1733年）9月の『両都妓品』に名前が見える。太夫ではなく散茶女郎であるという。正木残光『拾遺遠見録』には、19歳で6代目瀬川となったが、河東節の太夫・左十との関係を疑った紀伊國屋文左衛門が300両の援助を取りやめたために、享保20年（1735年）12月3日、22歳の時剃刀で自害したという話がある。ただし紀文死没と時期が合わないためこれは創作である。

### 3代
元文5年（1740年）、寛保3年（1743年）、延享？年の細見に名前が見える。元文4年（1739年）秋の『美人競』には墨絵を得意としたという記述がある。延享5年（1748年）春の細見『里の家名記』には名前がない。

### 4代
江市屋瀬川。宝暦4年（1754年）の『交代盤栄記』に「器量美しき事白芙蓉のごとし」という記述がある。馬場文耕『当世武野俗談』「新吉原松葉屋瀬川」や依田学海『譚海』によれば、下総国小見川村（現・千葉県香取市）の農家の娘であるという。三味線・浄瑠璃・茶の湯・俳諧・碁・双六・蹴鞠・笛・鼓・舞踊など多くの才能を持ち、文徴明風の書をよくし、絵は池大雅、俳諧は岩本乾什・岡田米仲、卜筮は平沢左内の弟子となり、女郎や待客を占ってやっていたという。宝暦5年（1755年）春に丁字屋の雛鶴という遊女が身請されて遊廓を去る際は、「きゝ参らし候処、此里の火宅をけふしははなれられて、涼しき都へ御根引の花、めつらしき御新枕、御浦山敷事はものかは、殊に殿は木そもじ様は土一陰陽を起し、陽は養にして御一生やしなふと云字の卦、万人を養育し、万人にかしづかるゝと頼母敷も、めて度御中とちよつとうらなゐまいらせ候　穴賢」と唐紙に書き餞別を贈ったという。また宮古路豊後掾によってはじめられた豊後節という浄瑠璃が流行した際はこれを固く禁じたため松葉屋では豊後節をやる者は誰もいなかったという。松葉屋の遊女が用いる符丁は間男を「はゝきゞ」、遣り手を「かゞり火」と呼ぶなど『源氏物語』からとった風雅なものであると言われるが、これは四代目瀬川が作ったものだという。この瀬川は宝暦5年末に江市屋宗助という商人が身請したがそれは表向きのことで、実際はある大名の家老が身請して薬研堀村松町で囲い者にしたのだと言われている。

### ？代
三村竹清所蔵の細見（外題はないが宝暦7年（1767年）と表紙に記す）に名前がある。宝暦8年（1768年）の細見には名がなく、『続談海』宝暦8年3月条に当年19歳の瀬川が自害したとの記載がある。

### 5代
鳥山瀬川。安永4年（1775年）に鳥山検校によって身請されたことが大田南畝『半日閑話』に見える。これに憤慨した者は多く、『花の姿色名寄』（安永8年（1779年）序）「異見の段」では金のために盲人に身請したと批判が書かれ、『契情買虎之巻』でも身請を罵倒する場面があり、安永9年（1780年）刊『玉菊燈籠弁』でも玉菊の亡霊が真芝屋の屁川の悪口を語る。鳥山検校は安永7年（1778年）に処分されることとなるが、喜多村信節『筠庭雑考』によればその後の彼女は深川六間堀に住む深川何某という武士の妻となり2人の子を産んだ後、寡婦となった後髪を下ろして本所埋堀の大久保家町屋敷の家守をしていた大工・結城屋八五郎と連れ添い老後を過ごしたという。

### 6代
大田南畝『俗耳鼓吹』によれば元は「うたひめ」という遊女に仕える「このも」という禿であったとされ、天明2年（1782年）4月1日に突出し（襲名）、天明3年（1783年）後藤（越後屋とも）手代の者により1500両の大金で身請されたという。『翁草』にも天明7年（1787年）に松葉屋瀬川が1500両で身請されたが、諸侯などではなく普通の町人であったとの記述があるが、三田村鳶魚は年次の誤りだと推測している。宮武外骨は『筆禍史』で浅田栄次郎（岸本由豆流の父）が松葉屋の3代瀬川を1000両で身請したと記述している。

### 7代
山東京伝『傾城觿』（天明8年（1788年）正月序）に、「当時七代めの名跡」で、引込の頃は「松野」と称していたとある。『俗耳鼓吹』によれば天明4年（1784年）4月1日に襲名、天明8年3月に、松前公子文喬により500両で身請されたという。松前公子文喬とは松前藩主松前道広の弟・池田頼完（元の名は松前資清、寄合池田直好の養子となった）のことで、笹葉鈴成を名乗り京伝とも関係を持ち通人として知られていた。

### 8代
『俗耳鼓吹』によれば天明8年（1788年）4月1日襲名。寛政2年（1790年）ごろ出廓か。

### 9代
享和元年（1801年）の細見に名があるが同3年には確認できなくなっている。

## 関連作品
- 『大岡政談』松葉屋瀬川
- 『敵討操姿鏡』 - 享和2年（1802年）5月、薩摩座初演。
- 『新吉原瀬川復讐』 - 文化3年（1806年）、司馬芝叟による浄瑠璃。瀬川が自害を図るくだりがある。歌舞伎にもなっている。
- 『雪の瀬川』 - 初代・朝寝坊むらくの作による小咄を改作した落語。さらに一部をとって『夢の酒』として知られる。
- 『傾城買虎之巻』 - 直木三十五による仇討瀬川を取り上げた小説（1925年頃）、『瀬川』：傾城買虎之巻 - 青空文庫

五代目瀬川
- 『色揚瀬川染』 - 安永5年（1776年）2月、松貫四・吉田角丸作の新浄瑠璃。好かない客に身請された瀬川が自害する。
- 『契情買虎之巻』 - 安永7年（1778年）、田螺金魚による洒落本。
- 『一曲奏子宝曽我／藪椿誰転寝／浅緑露玉川』 - 安政3年（1856年）、瀬川を身請する桐山検校は鳥山検校の当て込み。
- 『べらぼう〜蔦重栄華乃夢噺〜』（2025年、NHK大河ドラマ、演：小芝風花（幼少期：前田花））※役名はあざみ→花の井→瀬川[30]